# 肥後銀行
株式会社肥後銀行（ひごぎんこう、英称：The Higo Bank, Ltd.）は、熊本県熊本市中央区に本店を置く、九州フィナンシャルグループ傘下の地方銀行。熊本県の指定金融機関である。通称、「肥銀」、「肥後銀」。

## 概要
第百三十五国立銀行として創業した。熊本県（肥後国）屈指の金融機関であり、県内でのシェア(メインバンクと認識している企業数)はほぼ6割にも達し、その数値は近年増加している。(2010年から2013年の帝国データバンク指標の比較による)。
経営は安定しており、自己資本比率は13.07％（国内基準） にも達する。不良債権比率も、九州では福岡銀行に次いで低い。また、県内における売上高が大きい企業の多くが都市銀行、もしくは同行と取引している。だがその一方で、財務基盤の厚さと、県内における屈指の企業であることから、殿様商売になりがちであることが批判されている。
2014年11月、鹿児島銀行と経営統合する方針で交渉を進めていると報じられ、同11月10日、経営統合に向け協議・検討を進めることで基本合意したと発表した。2015年10月1日、両行は共同金融持株会社である九州フィナンシャルグループを設立し傘下に入った。
本店が老朽化した為、総工費100億円を投じ新本店ビルの建設が進められ、2015年5月7日から新社屋での業務が開始された。
ブランドスローガンは「うるおいある未来のために。」。

## 沿革
- 1879年（明治12年）4月15日 - 第百三十五国立銀行が現在の宇土市に設立される。
- 1899年（明治32年）
  - 10月1日 - 普通銀行に転換、九州商業銀行となる。
  - 5月 - 本店を熊本市に移転。
- 1918年（大正7年）10月 - 熊本銀行に商号変更。
- 1925年（大正14年）7月25日 - 熊本・飽田・植木の3行が合併して、新たに肥後協同銀行が設立される[16]。
- 1928年（昭和3年） - 株式会社肥後銀行に商号変更。
- 1971年（昭和46年）10月 - 福岡証券取引所に上場（証券コード:8394）。
- 1983年（昭和58年）12月 - 東証、大証2部に上場。
- 1985年（昭和60年）9月 - 東証、大証1部に指定替え[16]。
- 2003年（平成15年）1月5日 - 日立製作所が提供する地銀向け共同アウトソーシングソリューションであるNEXTSCOPE（Banks'Ware）を、共同運用行である山陰合同銀行、みちのく銀行に先駆けて運用を開始。
- 2004年（平成16年）
  - 3月22日 - アイワイバンク銀行（現・セブン銀行）と提携。
  - 12月 - 上海駐在員事務所開設[16]。
- 2007年（平成19年）
  - 9月10日 - 熊本県上益城郡嘉島町に嘉島支店を開設。
  - 11月5日 - イーネット・ローソンATMと提携。
- 2012年（平成24年）5月7日 - 老朽化による建て替えに伴い、本店営業部の仮店舗として、熊本県熊本市中央区辛島町5-1の日本生命熊本ビルに移転、営業開始。
- 2013年（平成25年）
  - 1月15日 - 老朽化による建て替えに伴い、本部機能を熊本県熊本市中央区練兵町1から熊本県熊本市中央区紺屋町1丁目13番地5の肥銀紺屋町ビルに移転。
  - 3月 - 労働基準法違反で役員らが熊本地検に書類送検される。
  - 12月25日 - 労働基準法違反の罪で肥後銀に対する罰金20万円の略式命令が確定。
- 2014年（平成26年）
  - 4月21日 - 熊本県熊本市中央区大江1丁目の子飼橋支店川鶴出張所を中央区大江3丁目の「ゆめタウン大江」敷地内に移転し、学園大通支店及び肥後銀行フィンシャルプラザ学園大通を開設。
  - 5月26日 - 福岡支店3階に個人総合コンサルティングプラザ福岡を開設。
- 2015年（平成27年）
  - 5月7日 - 新本店ビルでの業務を開始。合わせてブランドロゴマークを変更すると共に、通帳やキャッシュカード等も新しいデザインに変更された。
  - 10月1日 - 金融持株会社である九州フィナンシャルグループを設立。
  - 10月1日 - 鹿児島銀行などとともに総額20億円からなるKFG地域企業応援投資事業有限責任組合（愛称：KFG地域企業応援ファンド）を設立[17]。
- 2016年（平成28年）
  - 7月25日 - 鹿児島銀行、日本政策投資銀行などとともに総額100億円からなる熊本復興応援投資事業有限責任組合（愛称：くまもと復興応援ファンド）を創設[18]。
  - 7月29日 - 地域経済活性化支援機構、熊本銀行などとともに「二重ローン」の解消を目指す上限50億円の熊本地震事業再生支援投資事業有限責任組合（愛称：熊本地震事業再生支援ファンド）を創設[19]。
  - 7月29日 - 地域経済活性化支援機構、九州各県主要行とともに復興事業を手がける企業向けの総額116億9000万円からなる九州広域復興支援投資事業有限責任組合（愛称：九州広域復興支援ファンド）を創設[19]。
  - 8月5日 - 鹿児島銀行、中小企業基盤整備機構などとともに総額50億円からなる熊本未来創生投資事業有限責任組合（愛称：くまもと未来創生ファンド）を創設[18]。
- 2017年（平成29年）
  - 7月18日 - この日から磁気の影響を受けにくい新しい通帳（Hi-Co通帳）を取扱開始した[20]。
- 2019年（平成31年/令和元年）
  - 4月 - 信託業務に参入[21]。
  - 10月 - 九州旅客鉄道の子会社「JR九州フィナンシャルマネジメント」が会社分割。リース・割賦事業事業を存続会社として社名を「JR九州FGリース」に改称し、肥後銀行に90%の株式譲渡を実施[22]。
- 2021年（令和3年）
  - 4月1日 - この日から当行キャッシュカードでゆうちょ銀行ATMを利用する場合、平日 8：45～18：00の引出手数料が無料化された[23]。
  - 5月28日 - この日から当行ATMで通帳紛失届、通帳発見届、通帳再発行手続の取扱を開始した(通帳再発行手続は店舗外ATMでは不可。)[24]。
  - 7月5日 - この日から当行ATMでICキャッシュカードにおける磁気不良の自動検知・復元機能を追加した[25]。
- 2023年（令和5年）
  - 6月 - 台湾台北市に駐在員事務所を開設[26]。
- 2024年（令和6年）
  - 1月4日 - 再生可能エネルギーの発電・供給事業を行う子会社KSエナジーを設立[27]

## 店舗
熊本県内の他、福岡県内には福岡市中央区と博多区、北九州市小倉北区・久留米市・大牟田市に各1店舗を構える。その他九州内では長崎市・大分市・宮崎市・鹿児島市にも各1店舗を構える。九州外では東京都中央区と大阪市中央区に各1店舗を構える。そのうち、北九州・久留米・宮崎と九州外の店舗は空中店舗となっており、久留米・宮崎・大阪の各支店にはATMが設置されていない。
熊本県内には支店の他、本店・上通支店・学園大通支店に「肥後銀行フィナンシャルプラザ」を、水道町支店・八代支店・荒尾中央支店、県外では福岡支店に「個人総合コンサルティングプラザ」を開設している。

## 指定金融機関
熊本県、および熊本市、県内第二の都市である八代市のほか玉名市、荒尾市、天草市、宇土市、水俣市、人吉市、他県内の多くの自治体の指定金融機関を受託している。特に、熊本市では、政令指定都市移行に合わせて、熊本市役所内に開設された本店営業部熊本市役所出張所が熊本市役所支店に昇格した。

## 不祥事

### 過労自殺
2013年6月12日、前年10月に過労自殺で亡くなった同行行員の遺族により熊本地方裁判所に損害賠償訴訟を起こされた。
なお、この件に対し、熊本労働基準監督署から労働基準法違反（過重労働）で役員ら3人が書類送検された。
同年11月、熊本区検が同法違反で肥後銀を熊本簡裁に略式起訴した。その後同簡裁は罰金20万円の略式命令を出し、同行は罰金を納付をした。また同容疑で、書類送検された取締役執行役員らは、嫌疑不十分で不起訴、起訴猶予処分とされた。
これを受け甲斐頭取が記者会見を開き、席上謝罪した上で、自身の月額報酬を30%カットするなど関係者の処分を明らかにしたほか、本店、支店すべての部屋に監視カメラを設置するなどの労務管理対策を実施することを表明した。
2014年7月18日、過労自殺で肥後銀に損害賠償を求めた訴訟で、同行は当初の主張を撤回し、自殺と長時間労働の因果関係を認め結審し、熊本地裁は同年10月17日、銀行が過重な長時間労働に従事させた結果、行員はうつ病を発症し自殺した。注意義務を怠ったとし、銀行に約1億3千万円の支払いを命じる判決を言い渡した。判決を受け肥後銀は、コンプライアンス意識の徹底ならびに適切な労働時間管理態勢の強化について、全役職員一丸となって取り組んでいるが、今後、尚一層安全な労働環境の構築に努めていくとするコメントを公表した。なお、同行は控訴しない方針である。
その後、自殺した男性の妻で同銀行の株主である女性が、株主としての立場で当時の役員らに対し損害賠償を求め、同行に提訴するよう要求したが受け入れられず、このため女性は2016年9月7日に同行を相手取り、当時の役員らに同行への損害賠償を求める株主代表訴訟を熊本地裁に起こした。

### 給与不払い
2013年3月22日、同行行員に対し、残業代や休日出勤手当、計約3億円の不払いが発覚、19日に支給したと公表した。

## 安田家・みずほフィナンシャルグループとの関係
1925年（大正14年）肥後協同銀行が設立され、それから2年後に昭和恐慌が起きた。もともと前身の3行とも不良債権を抱えており、それを償却するため資金不足に陥った。そこで増資の引受を安田銀行に求めたことが、安田財閥との関係の端緒となった。以後、肥後銀は2代から4代までの頭取を安田家から迎えた。また、現在も研修派遣等の受け入れでみずほフィナンシャルグループとは、親密な関係にある。
戦前に存在した、第六国立銀行を前身とする肥後銀行とは直接は無関係であるが、この銀行は後に安田系銀行大合同に伴い安田銀行の熊本県および鹿児島県内の店舗となった。また、一部の整理店舗の受け皿として当の肥後協同銀行に譲渡されたケースも存在した。

## ATM

### 地域金融機関との提携
肥後銀のATMでは、「九州ATMネットワーク」により、福岡銀行・筑邦銀行・佐賀銀行・十八親和銀行・大分銀行・宮崎銀行・鹿児島銀行・西日本シティ銀行のカードによる出金については自行扱いとなる。

### コンビニATM
同行は、コンビニATMに関してはセブン銀行のみと提携していたが、これに加えて2007年（平成19年）11月5日にはイーネット・ローソンATMとも提携しサービスインした。

## 関係会社

### 連結子会社
- 肥銀リース株式会社
- 肥銀カード株式会社
- 株式会社肥銀コンピュータサービス -「くまモンのICカード」（熊本地域振興ICカード、県内の交通事業者などで利用可）の運営も手掛ける。
- 肥銀キャピタル株式会社
- 肥銀ビジネスサポート株式会社
- 肥銀ビジネス教育株式会社
- 肥銀事務サービス株式会社
- 株式会社KSエナジー

## ギャラリー

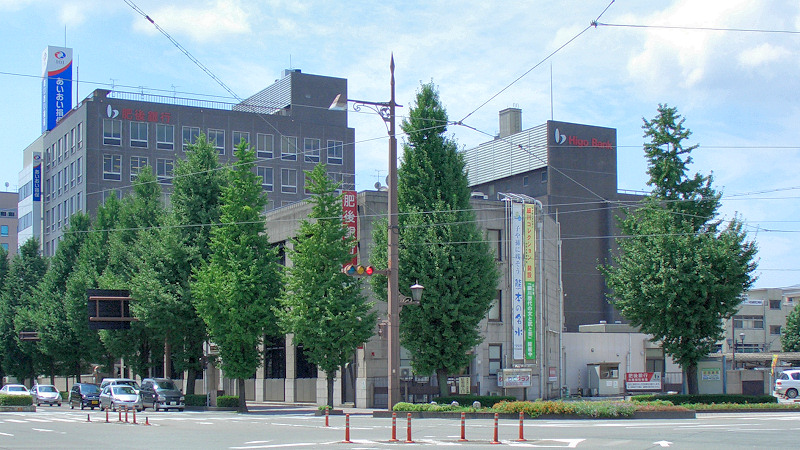
旧本店
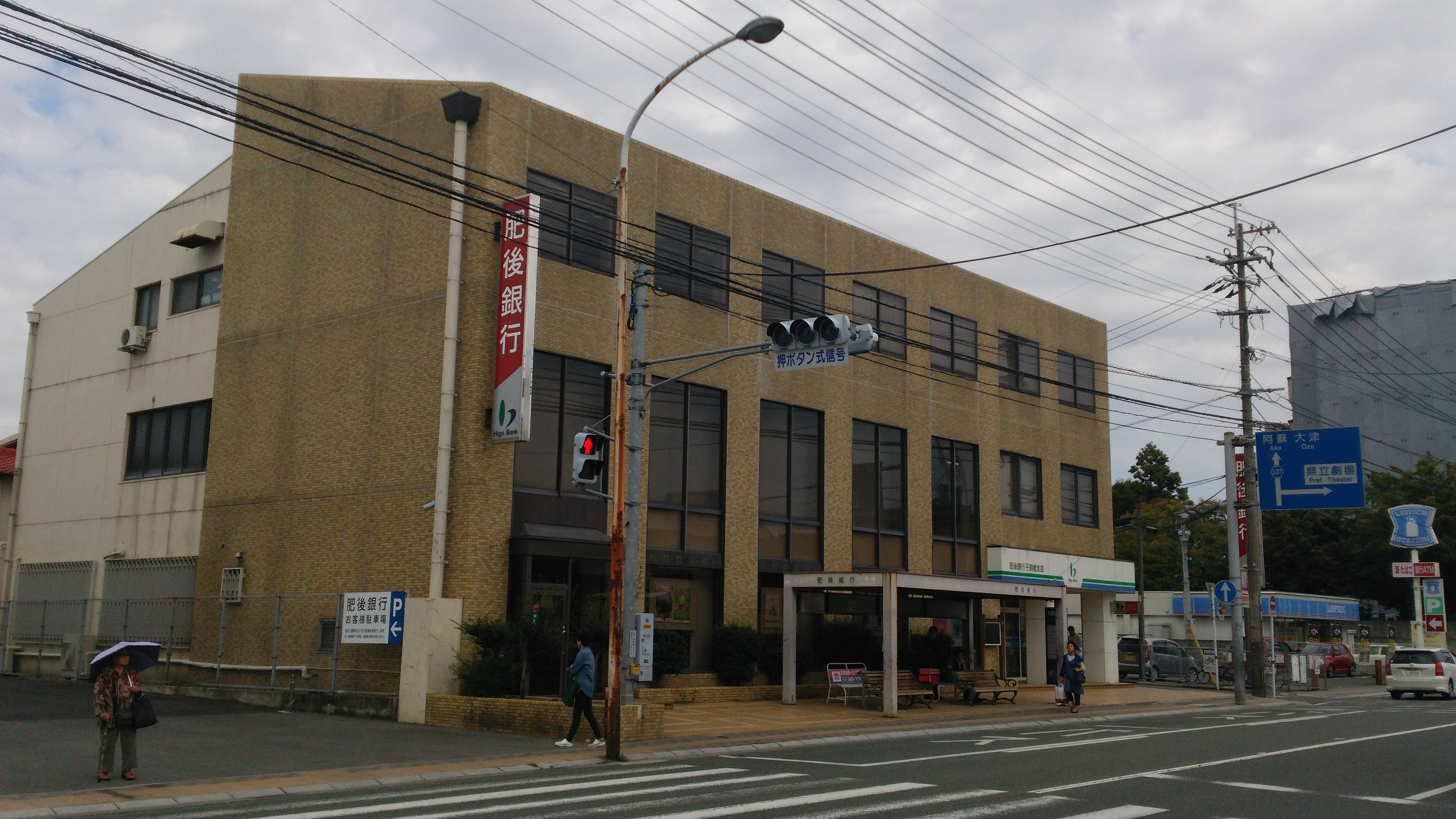
子飼橋支店（熊本市中央区）